# Arlanda Express

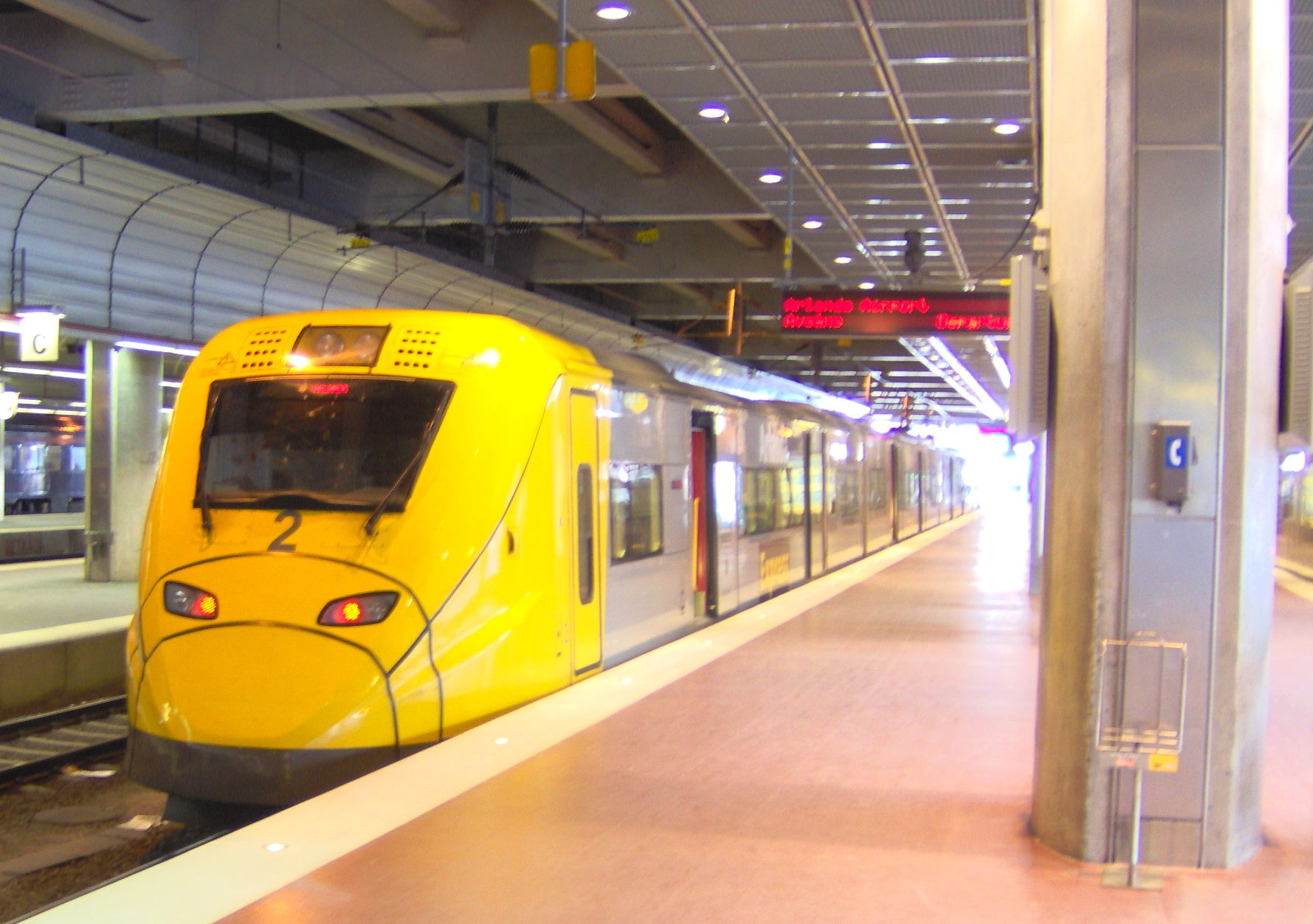
Arlanda Express na centrálním nádraží ve Stockholmu

Arlanda Express je služba vlak-k-letadlu ve Stockholmu, propojuje hlavní nádraží ve Stockholmu (švédsky Stockholm Centralna) s letištěm Arlanda. Vlak při jízdě překračuje rychlost 200 km/h, aktuální rychlost mohou cestující sledovat na displeji. Maximální rychlost soupravy je 210 km/h. Cesta trvá 20 minut. Je to nejrychlejší a nejpohodlnější doprava na a z letiště. Arlandu Express vlastní firma A-Train, která uzavřela kontrakt se švédskou vládou na 30 let. Kontrakt začal platit dokončením stavby železnice v roce 1999.